# صالح العلی
صالح العلوی (به عربی: الشيخ صالح أحمد العلي) (تولد. الشیخ بدر, ۱۸۸۴ - درگذشت. طرطوس, ۱۳ آوریل ۱۹۵۰) رهبر سوری علویان در شورش ۱۹۱۹ سوریه، که جزو بزرگ‌ترین قیام‌ها ضد قیمومت فرانسه بر سوریه و لبنان، قبل از انقلاب بزرگ سوریه (ژوئیه ۱۹۲۵ – ژوئن ۱۹۲۷) بوده است.